# باش‌اورن (جیحان)
باش‌اورن (به ترکی استانبولی: Başören) یک منطقهٔ مسکونی در ترکیه است که در جیحان واقع شده‌است.